# The Promised Neverland
The Promised Neverland (約束のネバーランド, Yakusoku no Nebārando) és una sèrie japonesa de manga escrita per Kaiu Shirai i il·lustrada per Posuka Demizu. Es publica a la Weekly Shōnen Jump des del primer d'agost del 2016, i els capítols s'han aplegat en 18 volums tankōbon publicats per l'editorial Shueisha. Explica la història d'un grup de nens que prova de fugir d'un orfenat.
El 2018 va guanyar el Premi de manga Shōgakukan en la categoria shōnen. El setembre del 2019 hi havia més de 16 milions de còpies del manga en circulació.
La sèrie ha tingut una adaptació a l'anime produïda per CloverWorks i estrenada el gener del 2019 a Fuji TV. La segona temporada de l'anime es va estrenar el gener del 2021. També s'ha realitzat una pel·lícula live-action sobre la sèrie, que es va estrenar el 18 de desembre del 2020.

## Argument
L'any 2045, l'Emma és una nena òrfena d'onze anys que viu a l'orfenat Grace Field amb 37 nens més. Hi viuen molt bé: menjar de primera, llits còmodes, roba neta, joguines i l'amor de la cuidadora, Isabella, a la que anomenen Mare. Tenen total llibertat, excepte per anar més enllà de la tanca, que connecta la casa amb el món de fora. Una nit, adopten una nena que es diu Conny, però l'Emma i el seu amic Norman la segueixen perquè s'ha deixat el ninot de peluix a la casa. A la porta hi troben la Conny morta, i finalment entenen què hi fan a l'orfenat: els crien, els maten i en venen la carn a una espècie "superior". Els nens volen trobar una manera d'escapar-se de l'orfenat.